# 신북초등학교 (경기)
신북초등학교는 대한민국 경기도 포천시 신북면 신평리에 있는 공립 초등학교이다.

## 학교 연혁
- 1934년 11월 26일 신북공립보통학교(4년제) 개교
- 1940년 4월 2일 신북공립심상소학교로 개칭[1]
- 1941년 4월 1일 신북공립국민학교로 개칭[2]
- 1942년 4월 1일 6년제로 개편
- 1982년 3월 1일 병설유치원 개원
- 1990년 3월 1일 신평분교장 통합
- 1996년 3월 1일 신북초등학교로 개칭[3]
- 2020년 2월 7일 제83회 졸업식(누계 3822명)
- 2020년 3월 1일 제23대 이병석 교장 부임
- 2020년 3월 1일 본교 12학급(특수 2), 병설유치원 1학급 편성

## 참고 자료
- 신북초등학교 - 한국교육학술정보원 학교알리미